# Stupni Do
Stupni Do (en cyrillique : Ступни До) est un village de Bosnie-Herzégovine. Il est situé dans la municipalité de Vareš, dans le canton de Zenica-Doboj et dans la fédération de Bosnie-et-Herzégovine. Selon les premiers résultats du recensement bosnien de 2013, il compte 135 habitants.

## Histoire
La nécropole de Stupni Do abrite des stećci, un type particulier de tombes médiévales ; cet ensemble est inscrit sur liste des monuments nationaux de Bosnie-Herzégovine.

## Démographie

### Évolution historique de la population dans la localité
| 1948 | 1953 | 1961 | 1971 | 1981 | 1991 | 2013 |
| ---- | ---- | ---- | ---- | ---- | ---- | ---- |
| -    | -    | 216  | 259  | 261  | 255  | 135  |

|  |